# Superkup ABA lige 2017.
Superkup ABA lige je svoje prvo izdanje imao u rujnu 2017. u Baru, Crna Gora u dvorani Topolica. 
 Sudjelovalo je osam klubova, a natjecanje je osvojila Cedevita iz Zagreba. 

## Sustav natjecanja
Natjecanje se igra kao kup osam momčadi na jednu utakmicu. U natjecanju sudjeluje prvih osam momčadi iz ABA lige 2016./17. Eliminirane momčadi također potom igraju za plasman, ali se to ne vodi kao službeni dio Superkupa, nego kao prijateljski turnir.

## Sudionici
- Igokea - Aleksandrovac / Laktaši
- Budućnost VOLI - Podgorica
- Mornar - Bar
- Cedevita - Zagreb
- Cibona - Zagreb
- FMP - Beograd
- Mega Bemax - Beograd / Srijemska Mitrovica
- Partizan NIS - Beograd

- Crvena zvezda mts - Beograd  - pobjednici ABA lige za 2016./17., otkazali nastup zbog sudjelovanja na predsezonskom turniru Eurolige, te je FMP ušao kao zamjena (9. u 2016./17.)

## Rezultati
Igrano od 20. do 23. rujna 2017. godine.

### Glavni dio
| klub1           | rez.            | klub2           |                 |
| četvrtzavršnica | četvrtzavršnica | četvrtzavršnica | četvrtzavršnica |
| --------------- | --------------- | --------------- | --------------- |
| Cedevita        | 86:68           | FMP             |                 |
| Igokea          | 72:83           | Mega Bemax      |                 |
| Budućnost VOLI  | 96:90           | Cibona          |                 |
| Mornar          | 91:77           | Partizan NIS    |                 |
|                 |                 |                 |                 |
| poluzavršnica   |                 |                 |                 |
| Cedevita        | 99:96           | Mega Bemax      |                 |
| Budućnost VOLI  | 82:65           | Mornar          |                 |
|                 |                 |                 |                 |
| završnica       |                 |                 |                 |
| Cedevita        | 78:69           | Budućnost VOLI  | [ 3 ]           |

### Za plasman (5. – 8.)
| klub1             | rez.              | klub2             |                   |
| za 5. – 8. mjesto | za 5. – 8. mjesto | za 5. – 8. mjesto | za 5. – 8. mjesto |
| ----------------- | ----------------- | ----------------- | ----------------- |
| FMP               | 71:80             | Igokea            |                   |
| Cibona            | 76:83             | Partizan NIS      |                   |
|                   |                   |                   |                   |
| za 7. mjesto      |                   |                   |                   |
| FMP               | 91:75             | Cibona            | [ 4 ]             |
|                   |                   |                   |                   |
| za 5. mjesto      |                   |                   |                   |
| Igokea            | 74:64             | Partizan NIS      |                   |
|                   |                   |                   |                   |
| za 3. mjesto      |                   |                   |                   |
| Mega Bemax        | 20:0 (n.i.)       | Mornar            |                   |

Ove utakmice se ne vode kao službeni dio Superkupa

## Nagrade za igrače
MVP natjecanja
- Andrija Stipanović (Cedevita)[5]

## Poveznice
- stranica natjecanja
- Superkup ABA lige
- ABA liga 2017./18.
- Kvalifikacije za Drugu ABA ligu 2017.
- Druga ABA liga 2017./18.
- Premijer liga 2017./18.